# Amazon.comの論争
Amazon.comの論争（アマゾンドットコムのろんそう）とは、複数の団体などからアマゾンに対して寄せられている批判であり、特定のビジネス慣習の倫理性とポリシーが疑問視された。アマゾンは裁判所の内外での反競争的もしくは独占的な行動に対しての数々の申し立てに直面している。確認された例として、価格差別、物議を醸した特許を競合相手に対して執行、出版者による割引直接販売の阻止の試み、サードパーティーのオンデマンド印刷サービスとの協力を止めさせ、自社のサービスを使うようにさせる意思を宣言したことがある。
2002年に企業のコンプライアンスに関しての疑問が起きたとき、アマゾンはカナダの子会社の合法性についての試練に直面したがその後、訴訟は取り下げられた。2009年に日本で東京国税局がAmazonに対して140億円もの追徴課税を行った。(その後の日米協議の結果、国税局の主張は退けられた)。課税についての論争は何度も起きており、2012年にはアマゾンがイギリスで調査されているとの報道があった。米国でも売上税を5州に住む消費者から徴収しているだけとして批判を受けた。健康問題での即時解雇や大量レイオフを含む反労働団体戦略などで労働者の低待遇との報告もされていた。
一部の論争はコンテンツに集中していた。アマゾンは『The Pedophile's Guide to Love and Pleasure』や闘鶏雑誌『The Game Cock』などの批判を受け、様々な機関から法的な措置をとられている書籍をかつて販売していた。アマゾンなどは表現の自由を引き合いに出しショッキングで物議を醸したものを正当化した。しかし2010年にアマゾンがウィキリークスのホスティングを停止したとき前述のアマゾンの態度に疑問が投げかけられた。購入したコンテンツが通知や許可なくKindle端末から遠隔削除された事件が発生した。コンテンツを巡る論争はアマゾンのサイトにまで拡大し、製品レビューの手続きの公平性が疑問視され、提携・競合製品に対してのレビューが匿名で寄与できることを指摘している。

## 非競争的慣習

### ワンクリック特許
アマゾンは競争の支障になるとして特許権侵害の申し立てで議論の対象になってきた。「1-Click特許」は恐らく最も知られた例である。競合のバーンズ・アンド・ノーブルのサイトのワンクリック特許権侵害の申し立てはフリーソフトウェア財団が1999年12月にアマゾンのボイコットを表明する切っ掛けとなり、ボイコットは2002年の9月まで続いた。2000年2月22日、アマゾンは「アフィリエイトプログラム」と呼ばれるインターネットベースの消費者誘導システムの特許を取得した。業界のリーダーのティム・オライリーとチャーリー・ジャクソンはこの特許を非難し、オライリーはアマゾンのCEOのジェフ・ベゾスに対してワンクリック特許とアフィリエイトプログラム特許に抗議し、ベゾスに「インターネット商取引の更なる発展を制限するいかなる試みも行わないよう」請願する公開状を出した。オライリーはこの請願に1万件の署名を得た。ベゾスは自身も公開状を出し返答した。オライリーとベゾスが特許改革に向けてのロビー活動をするためにワシントンD.C.を訪れたことで抗議運動は終結した。2003年2月25日、アマゾンは「ネット掲示板上で商品に関連した議論を行うシステムと手法」と題した特許を取得した。2006年12月5日に、米国特許商標庁は早期電子商取引特許とデジキャッシュ電子マネーシステムを先行技術として引用した俳優ピーター・クリーバリーの請求に基づきワンクリック特許の再審査を指示した。

### カナダのサイト
Amazonは英語とフランス語に対応するカナダのサイトを運営しているが2010年3月に制定されるまで外資の本屋に対しての国の法律の制限により、カナダでのコールセンターや、フィルフィメントセンター、サーバー、本社の指示機能が妨げられていた。その代わりアマゾンのカナダサイトは米国で始まり、アマゾンはカナダ郵便公社がカナダ国内での配送を行うこととオンタリオ州ミンサガの国有企業の配送施設を使用する事で同社と合意した。カナダでのAmazon.caの立ち上げは議論を呼んだ。2002年にカナダの書店協会とインディゴ・ブックス・アンド・ミュージックはアマゾンとカナダ郵便公社の提携はカナダの法を回避しようとする試みを表しているとの裁判所の判決を得ることを模索したが、2004年に訴訟は取り下げられた。
2017年1月にインドの国旗がデザインされたドアマット商品がアマゾンカナダサイトで販売された。インドの国旗をそのような形で使用することはインド社会に対しての攻撃であり、インドの国旗法の侵害と見なされた。インド政府のスシュマ・スワラージ外務大臣はアマゾン当局者に対し、無条件の謝罪と同様の商品の撤去がなされなければビザの停止をすると警告した。
2017年1月アマゾンカナダは産業省競争局から 100万ドルの罰金と10万ドルの費用を払うよう求められており、欺瞞的販売慣行部門のジョセフィン・パランボ審議官によれば商品の価格設定に関し「真実に基づいた広告」の提供を怠ったためという。罰金はアマゾンカナダの一部商品が人為的に定価より高く表示され、低価格の販売商品をかなり魅力的に思わせることで、他の小売業者に比べ不当な競争上の優位性を得たとして課せられた。一部の小売業者の間では珍しいことではなく、罰金は「根拠のない割引の主張は容認されないという明確なメッセージを(業界に)送る」意図だったという。競争局はアマゾンに対し通常価格が正確に記載されていることを保証するようにも指示した。

### ブックサージ
2008年3月、アマゾンのブックサージ部門の販売代表者はオンデマンド印刷本の出版者にアマゾンでオンデマンド本を販売し続けるにはアマゾンが所有するブックサージのオンデマンド印刷会社との合意書にサインすることが必要になると通知するためにコンタクトを取り始めた。出版者たちは最終的にオンデマンド印刷本はブックサージによって印刷された本のみを売ることになると伝えられた。一部の出版者はこの最後通牒は独占権の濫用になると感じ、処置の倫理性や反トラスト法で合法かどうか疑問視した。

### 直接販売
2008年に英アマゾンは販売者が自身のサイトで割引販売をしないように試みたことで非難を浴びた。アマゾンの主張は希望小売価格に沿うというよりむしろ彼らのウェブサイトでのより低い価格に基づいて出版者に支払えるようにするべきというものだった。
2008年には他にも英アマゾンは英国出版コミュニティーからアシェット・リーブルの英国子会社から出版された売れ筋本の販売を取り下げたことで非難を浴びた。撤去はアシェットに割引販売をするよう圧力をかけるためと推測された。カーティス・ブラウンのマネージング・ディレクターのジョナサン・ロイドは「出版者、著者や代理人はアシェットを全力で応援している。誰かがこれ以上は駄目だと警告しなければならない。出版者は販売業者に年間１%を提供しているがそれを止めるのだろうか？作家達を金融のフットボールとして利用するのは恥ずべきことだ」と意見を述べた。
2013年の8月にイギリスの公正取引局やドイツの連邦カルテル庁による捜査に応じ、アマゾンはEUのマーケットプレイスの販売者への価格統一方針を終了させることで同意した。この決定が出版者による直接販売にも適応されるかは判然としていない。

### 日本
日本ではアマゾンの事業は幾つかの子会社によって行われている。アマゾンによって販売される商品は公式にはアメリカ合衆国のワシントン州に登録しているAmazon.comインターナショナルによって販売されている。このためアマゾンは法人税を支払うことを免れようとしたが、2009年7月に東京国税局がアマゾンの配送倉庫が課税するための条件である「恒久的施設」であるとしアマゾンに対し140億円の追徴課税を行ったが、アマゾン側は倉庫は恒久的施設ではないと主張し日米間での協議を申し入れ、その後の日米国税当局者による協議の結果、東京国税局の主張は退けられた。

### 競合製品の排除
2015年10月1日、アマゾンはグーグル社のChromecastとApple TV製品をAmazon.comでは販売しないと発表し、当該製品の新規販売は行わないことと既存の製品も2015年10月29日には排除されるとした。アマゾンはこの措置はアマゾンビデオを「うまく再生しない」ことによる「顧客の困惑」を防止するためだと主張している。この動きはコメンテーターによりAmazon Fire TVの競合として位置づけられている製品の販売を抑圧する目的のものであり、Amazonが故意に自社の配信サービス上で動作するソフトをそれらの機器に提供する事を拒んだことを考えれば、この措置はAmazonの総合販売業者としての含意を否認するものであると批判された。
2017年5月、AppleとAmazonがApple TVでAmazonビデオを提供する合意が近く、Apple TVをAmazonが再び販売するようになると報じられた。

## 異なった価格
2000年9月、ロビンソン-パットマン法に違反する可能性のある価格差別がAmazon.com上で発見された。アマゾンはDVDを固定価格で販売しているが、消費者がcookieを消去して通常会員として判別されるようにしたところ、同じDVD商品が実質的により安い価格で提供された。その後CEOのジェフ・ベゾスは異なった価格付けについて謝罪し、アマゾンは「消費層に基づく価格実験は今後決して行わない」と誓った。アマゾンは価格差は価格変動実験によるもので高い価格で買ってしまった顧客に対しては返金すると述べた。Amazonは2000年にも価格変動実験を行っており、ウェブサイトの「バーゲンハンター」で価格比較を行っていた消費者が、Diamond Rio MP3 playerを定価より実質的に低い価格でランダムに販売していることを見つけた。

## 売上税の徴収
Amazonは現住所が確認できない消費者から販売税を徴収することを拒否したことで批判を集めており、店頭販売を行う小売業者よりも比較的優位性を得ていた。もし仮に一部の消費者が使用税の相当額を州に支払わなければならないとしても、そうする消費者は少ないとみられる。

### 英国での課税逃れ
2012年4月4日にガーディアン紙がアマゾンはイギリスで33億ユーロ以上の収益を上げているが、利益全体にかかる法人税を支払っておらず、英国の税務当局による調査を受けていると報じた。
2012年11月、イギリス政府はスターバックスとグーグルと共にアマゾンを課税逃れの疑いで調査する計画を発表した。結果としてアマゾンは逆風にさらされ大衆と他の英国企業からのボイコットに直面した。2014年に子供向け作家のアラン・アイルバーグは課税逃れによるアマゾンのチートは非倫理的だとしてアマゾンが文学賞を後援するのを拒絶した。

## 製品の利用性
Amazonはかつて2誌の闘鶏雑誌と２つの闘犬ビデオを販売していたが米国人道協会はそれらのコンテンツの販売は米国連邦法に違反していると主張し、アマゾンに対して訴訟を提起した。2007年のアマゾンボイコット運動はNFLのクオーターバックのマイケル・ビックも参加した。2008年5月、マーバーガー・パブリッシングはアマゾンに対し自社の雑誌『The Game Cock』の販売停止を求めることで人道協会と和解したが、訴訟の対象となった第2の雑誌『The Feathered Warrior』は入手可能のままである。
2009年4月、一部のエロティック、レズビアン、ゲイ、バイセクシャル、トランスジェンダー、フェミニストと政治的リベラル本はアマゾンセールスランキングから除外されていると公表された。様々な本やメディアが「アダルトコンテンツ」としてフラグ付けされ、その中には子供向け本や自己啓発本、ノンフィクション、不明確なフィクションも含まれていた。その結果、E・M・フォースターやゴア・ヴィダル、ジャネット・ウィンターソン、デーヴィッド・ハーバート・ローレンスの著名な作家の作品がランキング外にされた。その変更は作家のマーク・R・プロブストがブログでアダルトコンテンツはランクから除外する方針を示したアマゾンからのメールを転載したことで初めて公にされたしかし、アマゾンは後にレズビアン、ゲイ、バイセクシャル、トランスジェンダーの本をランキング外にする方針は無く、最初の変更は「バグ」のせいであるとし、「困惑させた不器用な登録エラー」が5万7310冊もの書籍に影響を及ぼしたと述べた。メタデータ消失の原因だと主張するハッカーもいた。
2009年9月、アマゾンが有名なプレミアリーグのフットボールマネージャーが児童性交の犯罪者という虚偽の主張をするMP3音楽(CD)を販売していたことが明らかになった。販売者に商品の撤去を求めるキャンペーンにもかかわらずアマゾンはそうするのを拒み言論の自由を引き合いに出した。法的措置の脅威が迫った時にアマゾンは最終的に彼らの英国のサイトから商品を撤去することを決めた。しかしながら同社はその商品をアメリカ、ドイツ、フランスのウェブサイトで販売し続けた。

## 英国の法律で禁止されている商品を同国で販売
2015年12月、ガーディアン紙はイギリスの法律に違反する商品がamazon.co.uk上で販売されていると暴露した。催涙スプレー銃(amazon.co.ukによる直接販売)やスタンガン、隠し刃物武器 (マーケットプレイスの販売者によって販売)を含む懸念される商品で、全てイギリスでは違法な武器として分類されており、同時期にガーディアンは武器の一部を表した映像を公開している。

## Kindleコンテンツ排除
2009年7月、ニューヨークタイムズはアマゾンがモバイルリファレンスにより出版された『1984年』や『動物農場』を含む特定の本が米国著作権法に違反しているとして全ての消費者のKindleからコンテンツのコピーを削除したと報じた。この措置はユーザーへの事前通知や特定の許可を行われなかった。消費者に購入価格の払い戻しを受けた後、アマゾンギフト券または30ドルの小切手を提供された。電子書籍はMobipocketのモバイルリファレンスによって出版されたが、当初はオーストラリアでパブリックドメインとなったために同国限定で販売されていた。しかしながら電子書籍がMobiPocketを通じてアマゾンに自動的にアップロードされた時、地域制限は尊重されず書籍は著作権が満了していない米国の様な地域で販売が許可されてしまった。
2010年の12月に作家のセレーナ・キットは近親相姦を描写した一部のフィクション本がアマゾンのコンテンツ削除の被害を受けた。アマゾンは削除に対する利用者の不満を鎮めるために「技術的な問題が原因で、購入済みの3冊の本の再ダウンロードが短時間できなくなっている。我々はこの問題を認識したときから修復に取り組んでいる」と主張した。
2013年の後期にオンラインブログの「The Kernel」は『不浄の流行』と題した本をアマゾンなどの電子書籍の書店で販売したと明らかにした。アマゾンは処女性やバケモノ、非合法すれすれのようなトピックと同様に近親相姦、獣姦、児童ポルノを取り扱った本をブロックすることで対応した。

## アマゾンレビュー
カスタマーレビュー手続きがアマゾンのマーケティングに統合されるにつれてレビューはますます正確性と倫理性を要求された。2004年にニューヨークタイムズはアマゾンカナダのウェブサイトのバグで本の複数のレビューがその本の作者か競合本の作家によって書かれたものだと明らかになったと報じた。それに対応してアマゾンは方針を変更し、匿名レビューに対してアマゾンに登録しているということを示すネット証明マークを与えたが、ペンネームを利用しての匿名投稿を許可し続けていた。2010年までにretailing consultant Power ReviewsによるSocial Shopping研究でアマゾンは単一のインターネットの消費者レビューサイトとしては最大規模になったと報じた。その年にアマゾンレビューの信頼性と関連する複数の事件が起こった。4月に、イギリスの歴史学者のオーランドー・ファイジズは彼の同僚達から自分の著書に対してポジティブ・ネガティブ双方のレビューをされていたことを見つけた。６月にシンシナティのニュースブログは75ものアマゾンレビューがクライアントを代理したPR会社によって執筆・投稿されたと暴露した。ロンドンのデイリーメールは11月に PR会社を使ってアマゾンレビューを投稿し、著書がライバルの複数のネガティブな匿名レビューによって攻撃された三人の作家のケースを確認したと報じた。2011年にデイリーメールは アマゾンや他のウェブサイトで書籍などの製品・サービスの好意的なレビューを書き投稿するためにマーケティング会社によって作家が雇用されていることを最早隠せなくなっていると報じた。当時のコーネル大学の研究でアマゾンの高い地位にある消費者レビュワーの85%は出版社や機関、作家や製造企業から無料製品を貰っていると力説した。2011年6月までにアマゾン自身が出版ビジネスに参入し、有名作家に対し彼らの既刊や新刊のプロモーションを増やすことを条件に好意的なレビューを求めた。
アマゾンのカスタマーレビューは下品な発言をモニターされているが、ネガティブなコメントは許可している。『amazon.com』の著者のロバート・スペクターは「出版者と作家がベゾスに何故アマゾンはネガティブレビューを公開するのかと尋ねたとき、彼は「アマゾンは違ったアプローチをとっており、良いものか悪いものか、醜いものか、真実性がないものかを問わず、全ての本を利用できるようにしたい」と主張しこの慣習を擁護した」と述べた。
2012年11月、英アマゾンは「相次ぐ仲間の作家の著書の著者によるレビュー」を削除した。この措置は自作自演騒動の対応と見られた。
その後、マイケル・ジャクソンの経歴を貶す書籍『Untouchable: The Strange Life and Tragic Death of Michael Jackson』(リストランドール・スリヴァン著)がアマゾンで販売されていたが、ジャクソンのファンがSNSを通じて結成した組織「マイケル・ジャクソンのメディア攻撃への迅速応答チーム」がネガティブレビューやポジティブレビューへの否定的評価などで荒らした。

## ウィキペディアのコンテンツを本として販売
ドイツメディアとブロゴスフィアはアマゾンがウィキペディアの記事を転載した数万のオンデマンド印刷本を販売していると非難した。これらの本はBooks LLCというアメリカ企業とドイツ企業「VDM」のモーリシャス共和国の子会社「アルファスクリプト・パブリッシング」「ベータスクリプト・パブリッシング」「ファストブック・パブリッシング」３社によって作られていた。アマゾンはブログと一部の消費者がこれらの書籍全てをカタログから撤去するように企業に求めた問題を認識していなかった。AmazonとVDM印刷の提携は2007年から始まった。

## ナチスのTシャツ
2008年1月にチェコの週刊誌「Tyden」の記事で「私はハインリヒ・ヒムラーを愛する」と「私はラインハルト・ハイドリヒを愛する」との文言が飾られたナチスの不名誉な高官で戦争犯罪人に愛着があると表現するTシャツをアマゾンが販売していると注意するよう呼びかけた。アマゾンの広報担当の女性、パトリシア・スミスはTydenに「当社のカタログでは数百万の商品を扱っています。そのような膨大な数のため予想できない商品が紛れ込むこともあります」と述べた。スミスはTydenにTシャツの製作元のDirect Collectionとの提携を止めるつもりはないと述べた。しかし、世界ユダヤ人会議(WJC)の圧力の後、アマゾンは前述のTシャツに加え子供や女性向けに売られていた「私はヒトラーを愛する」Tシャツも同様にサイトから削除した。WJCの介入の後、ナチスのスローガン「血と名誉」が飾られたヒトラーユーゲントのナイフのような商品や「Knife-Kingdom」から供給されていた1933年のドイツSS下士官のダガーもアマゾン上から削除された。

## ペドフィリアガイド
2010年11月10日、フィリップ・R・グリーブス作の自費出版本『愛と喜びのための小児性愛者ガイド：小児愛好家の行動規範』がアマゾンで販売されていたことで議論が巻き起こった。
一部の読者は本の販売をするアマゾンに対してボイコットを呼びかけたが、アマゾンは当初「単にメッセージが不愉快だから特定の本の販売をしないようにするというのは検閲に当たるものと考えている」と述べ書籍の販売を擁護し、サイトは「全ての人が何を購入するかを決める権利を支援している」と述べた。しかしながらその後アマゾンは本を撤去した。サンフランシスコ・クロニクル紙はアマゾンは「書籍を擁護し、その後撤去し、その後再導入し、再び撤去した」と記述している。
NPOの「American Booksellers Foundation for Free Expression」の代表のChristopher Finanは児童ポルノではないまたは写真がない文学的なわいせつ表現の時アマゾンは書籍を販売する権利があると主張した。一方、子供の安全協会の「Enough Is Enough」は書籍は撤去されるべきで、その書籍は「子供の虐待が普通だという印象を与える」という声明を出した。「動物の倫理的扱いを求める人々の会」はペドフィリアガイドのアマゾンからの撤去を引用し、アマゾンに闘犬の本の撤去も求めた。
グリーブスはフロリダ州レイクランドの法執行官の事務所により発行された重罪逮捕状を元に2010年12月20日に彼の本拠州であるコロラド州プエブロで逮捕された。郡のインターネット犯罪部門の刑事はグリーブスの本の署名入りのハードコピー版を注文し、猥褻法に違反する州の所官庁に送付した。法執行官のグレイディ・ジャッドによるとグリーブスは「有害な行為に従事する未成年者を描写した卑猥なコンテンツ」の供給を禁じた州法に違反し、第3級の重罪だという。グリーブスは罪を全面的に認め、2年間の保護観察処分となり釈放された。

## WikiLeaksホスティング
2010年12月1日、Amazonは内部告発機関ウィキリークスに関連するウェブサイトのホスティングを停止した。アマゾンは当初はサイトは移転を強制されるかどうかのコメントはしなかった。ニューヨークタイムズは「コネチカット州選出の無所属のジョー・リーバーマン上院議員が国土安全保障省と政治活動委員会の職員との連絡の後、アマゾンが水曜日にウィキリークスのホスティングを止めたと述べた」と報じた。
その後、アマゾンによるプレスリリースで、ウィキリークスを消去したのは「政府による調査」や「大規模なDDOSアタック」のどちらかの原因によるものではないとした。アマゾンは「サービスの規約違反」が原因と主張し、ウィキリークスが「大量のデータを正当な権利なく取得・保持しており、他者を決して傷つけないという保証もないままデータを公開した」ためだとしている。
ウィキリークスの創設者のジュリアン・アサンジによれば、この措置はアマゾン(米国拠点の企業)が「発言の自由の欠陥を被っている」管轄の国に存在しているということを示したという。
アマゾンの措置はベトナム戦争中のペンタゴン・ペーパーズのリークで有名なダニエル・エルズバーグからの公開書簡につながった。エルズバーグは自身が「アマゾンの臆病さと奴隷的な状態に憤慨している」としこの措置を「中国の情報管理と内部告発の阻止」になぞらえ、「広範囲」で「早急な」アマゾンのボイコットを呼びかけた。

## 労働者の待遇
アマゾンの労働者は複数のメディアで常に全てのブルーカラーとホワイトカラー労働者の虐待的扱いについて定期的にコメントしている。
彼らの多くが2015年後期に彼らの不満を収集し、アマゾン管理層に直接伝える新組織を結成した。新組織はAmazonの「FACE(Former And Current Employees) 」と呼ばれた。

### 倉庫の状況
2011年9月ペンシルベニア州アレンタウンの「Morning Call」はアマゾンのブレイニグスビル倉庫で働く20人の元・現従業員にインタビューを行い、1人を除いた全員が企業の倉庫の状況と雇用慣行について批判した。特定の調査で倉庫の温度が意識を失った従業員を救急搬送するのが日常的になるほど暑いことを懸念しており、暑い中での過酷な仕事量、乳がんのような健康的問題で即時解雇されたという報告について懸念していた。Morning Callはアマゾンによる回答状を字義通りに乗せ、アマゾンは暑さの状況が46℃以上に達した時の詳細な対応を述べ、水や氷での治療、電解質のドリンク、栄養指導、空調設備が整った部屋での追加休憩を行っているとした。モーニングコールの記事が出た5日後にアマゾンは240万ドルかけてブレイニグスビルを含む４つの倉庫に空調設備を「緊急導入」すると述べた。しかし、元の調査員は9月23日にフォローアップのため現在の従業員の所に戻ってみると、「彼らは自分が書いた元の状況と何も変わっていないと伝えた」と述べた。
アマゾンはマーストン・ゲート倉庫について同様のより低い等級の不満に遭遇し、2001年にビリー・ブラグによる切迫した抗議につながった。英国での酷使の主張は2008年の"ブラック企業"としての新規リポートで再び表面化した。
2012年6月アマゾンは国中の倉庫に冷却設備を導入するために5200万ドルもの投資を始めたが、会社の主要コストはアマゾンの2011年の総収益の8.2%に相当する。専門家はアマゾンの大規模投資は労働環境に対するネガティブな宣伝を弱めるためか、倉庫の食品や電子機器といった商品を保護するためのどちらかかまたはその両方の狙いがあると推測した
フォレスター・リサーチのアナリスト、Sucharita Mulpuruは「アマゾンは多数の電化製品や食料品を配送しているが、それは極端な温度にいるスタッフに対してはいいことではない」と述べた。「決定には人間性の欠片があると考えたいが、アマゾンの歴史やジェフ・ベゾスの公的な人格からはそれが決定の原動力になったとは考えられない。…アマゾンのいかなる事業での決定も滅多に下層には影響を及ぼさない」"
2014年12月、合衆国最高裁判所はネバダ州のアマゾン倉庫でセキュリティチェックポイントを通過するために待機している時間に対する補償をするよう求めていた派遣労働者達に満場一致で決定を出した。

### 英アマゾン
2013年の8月2日、デイリーメールは英アマゾンが従業員にGPSを付け過酷な労働をさせていると暴露した。同紙は労働者を「人間ロボット」と表現し、アマゾンは物議を醸すオンコールワーカーをスタッフを叱責する道具として雇用していると述べた。ドキュメンタリー放送の「Channel 4」は2013年8月1日に英アマゾンのラゲリー倉庫内に秘密のカメラを設置し、労働者の虐待を記述し、デイリーメールが「恐ろしくてとても疲れ果てる」と呼んでいた雇用慣習と類似する主張をした。
2016年11月、BBCの潜入記者がエイヴォンマスのアマゾン倉庫で即時配達のドライバーの一部が時間を節約するために制限速度を超え、彼らのバンをトイレとして使うしか選択肢がなかったと報じた。控除(バンのレンタル代や保険料)の後のドライバーの手取りは1時間当たり2.59ユーロでイギリスの最低賃金の半額以下だと暴露した。
2016年12月、スコットランドの自由党党首ウィリー・レニーは通勤のコストを抑えるために労働者が冬に外でキャンプしている写真が公開された後、アマゾンはダンファームリンでの労働環境と賃金の両方について恥じるべきだと述べた。

## 詳細な個人情報のリリースに対しての訴訟
2011年10月、女優のジュニー・ホアンは100万ドルの賠償を求めアマゾンをワシントンの地方裁判所に訴えた。申し立て内容はアマゾン子会社のIMDbが彼女のクレジットカードからの個人的な情報を利用して、彼女の年齢を明かしたというものだった。訴訟では契約の欠陥や違反、彼女の私生活の侵害と消費者としての権利が主張され、2008年に役を得るチャンスを増やそうとIMDBProに入った後、法的な生年月日が彼女の公式プロフィールに追加され、見かけより年を取っているということが明かされ女優の仕事や収入の実質的現象を引き起こしたと述べている。女優は質疑でサイトに情報の削除を求めたが拒否されたとも供述している。Amazonに対するすべての主張とIMDBに対する大半の主張はマーシャ・J・ピーチマン判事によって退けられた。判事は残りの主張はIMDb単独によるものだと判断した。2015年時点でIMDBに対する訴訟は公判中である。

## 労働組合への反対

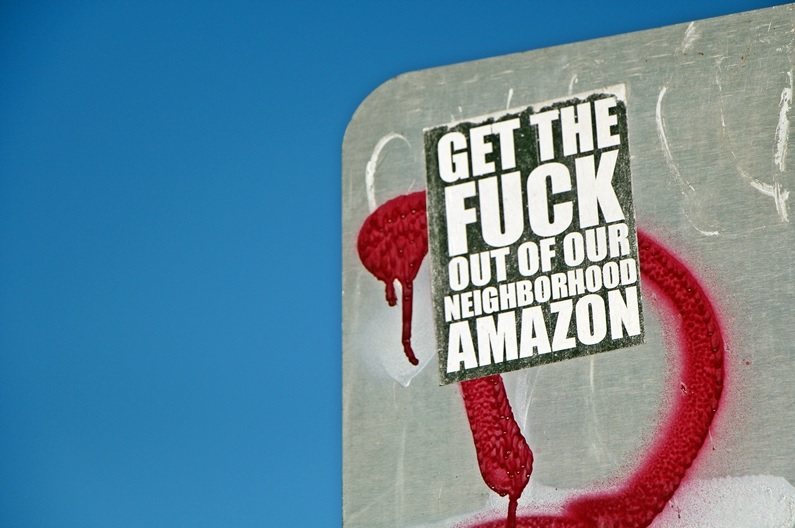
シアトルのストリート裏に貼られた反アマゾンを表現するメッセージステッカー

アマゾンは英国と米国の両方で労働組合を組織しようとする努力に反対してきた。2001年にシアトルの850人もの労働者が労働組合組織の動きの後にレイオフされた。「ワシントンテクノロジー労働者組合」は同社が組合法を侵害していると非難しアマゾンのマネージャーが労働者への脅迫や猛烈なプロパガンダで従属させていると主張した。アマゾンは労働組合組織の動きとレイオフとの間に何ら関係ないと否定した。2001年、英アマゾンは、ミルトンキーンズの配送拠点において組合を認めさせようとしたグラフィカル・ペーパー・メディア組合（GPMU、現在はユナイト労働組合の一部）の動きに対抗すべく、米国の経営コンサルタント会社の「The Burke Group」を雇った。この組合組織化の試みの間、2001年には4人の組合員が解雇の犠牲となり、会社側は従業員たちに対して、監禁状態で一連の集会を開いたとされている。

## 電子書籍の価格
2010年1月27日のAppleのiPadの発表に続き、マクミラン・パブリッシャーが電子出版に関したAmazonの価格議論に参加した。マクミランは電子書籍の価格を9.99ドルから15ドルに引き上げるAppleでも適用される新価格スキームの承認をアマゾンに求めた。アマゾンはウェブサイトでの全てのマクミラン社の電子と実本の販売を取りやめた(関連会社が販売する本は残っていた)が、2010年1月31日にAmazonはマクミランの価格要求に応えた。

## 商標侵害
1999年、ミネソタ州ミネアポリスの「Amazon Bookstore Cooperative」がAmazon.comを商標権の侵害で訴えた。企業は1970年以降「Amazon」の名前を使い続けていたが、ネット販売業者に名前をシェアする裁判所外での合意に達した。
2014年に英国裁判所はアマゾンが「ラッシュ・ソープ」の商標を申告していると宣言した。石鹸製造企業のラッシュは以前に自社の製品をアマゾンで入手不可能にする措置をとった。それにも関わらずアマゾンはラッシュソープの代替品をグーグル検索を通じて広告に出した。

## 修正主義とホロコースト否定本の販売
2013年10月、世界ユダヤ人会議(WJC)はアマゾンのジェフ・ベゾスCEOに対しホロコーストの否定、反ユダヤ主義や白人至上主義を促進させる本の販売を撤回するように求めた。WJCのロバート・シンガー副代表はベゾス宛の手紙で「何人もそのような悪意で攻撃的な人種憎悪の文学の販売によって利益を得るべきでない。多くのホロコーストの生存者達は世界最大の小売業者がそのような本を販売して収益を上げているという事実に深く傷ついている」と記述した。それ以前に、イギリスのオンライン雑誌「カーネル」はアマゾンがホロコースト否定本を擁護する販売しており、ホロコースト否定が禁止されている国々の消費者へも本を発送していると報じていた。
2017年3月7日に ホロコースト否定団体「Committee for Open Debate on the Holocaust」は同団体によって発行された70冊以上の本が「コンテンツガイドラインの侵害」を理由としてAmazonサイトから除外したとアマゾンからメールで知らされ、その中には『20世紀のいかさま：20年近くにわたって提供されてきた欧州のユダヤ人根絶に反する事実』の本も含まれていた。更にアマゾンはEメール文で「更なる類似本の提出は同団体がアマゾンで本を販売する許可を取り消すことになる」と警告した。同時期にアマゾン子会社の「Createspace」と「Kindle Direct Publishing」によって同じ書籍に同様の措置が取られたが、アマゾンは同時に類似商品をリスト外にしたことについて公式な発表はしていない。

## アシェットとエージェンシープライシング
2014年にアマゾンとアシェットはエージェントプライシング論争に関与した。エージェントプライシングはエージェント(アシェットのような)が通常本の価格を決定するが、アマゾンは書籍の割引を指示した。論争には有名な作家であるスティーヴン・キングやジョン・グリシャムを含む数百の作家が参加し、「我々は本で生計を立てている作家の生活を害することを止められる可能性が最も高い規約においてアマゾンを応援する。私達、読者と作家共に本が人質に取られて利益を得ることはない」とし請願書に署名した 。作家のアーシュラ・K・ル＝グウィンはアマゾンがサイト上でアシェットの本の購入を厳しくした措置について「我々は検閲について話している。故意に本を入手するのを厳しくしたり不可能にしたりするものだ。作家が姿を消してしまう」とコメントした。しかし、彼女の声明は怒りと不信を引き起こし、割引を撤廃したり配送を遅くしたり、出版前の予約を拒否したりするアマゾンの措置はアシェットの本を入手するのを物理的に厳しくした。Amazonにおけるアシェットの本の販売の急落で同社の方針が消費者を思いとどまることに成功したことを示した。

## アマゾンマーケットプレイス
イギリスの消費者団体「Which?」はイギリスのAmazonマーケットプレイスについて、マーケットプレイスで販売・発送される小型の電子機器は製品広告と同じでないかもしれないとした情報を公開した。11件の同じ商品のテスト購入ではそれぞれ異なった販売者で注文したが、1件の販売者のみが実際に表示されていた製品を送り、他の2件の販売者は異なっているが機能的には同等の製品を送り、残りの８件の販売者はかなり異なり、宣伝機能を安定して提供する能力がない粗悪な製品を送ってきた。同団体の記事では製品レビューは違った商品、配送方法の混合でありどの製品がどの販売者から送られてきたかを判別できないとした。この記事では英国議会で新消費者権利法案と関連して証拠として挙げられた。

## 商品13万点の廃棄
リチャード・パロット氏の調査によると、英Amazonが数百万個の新品・未使用の商品を破棄しており、これらの商品は、慈善団体や非営利団体に寄付されるのではなく、英国内の廃棄物リサイクル業者に送られている。元従業員は、「全体的に見ると、廃棄品の50％は未開封で、シュリンク包装がされたままです。残りの半分は返品されたもので、良い状態のものです」と語っています。